# Anthony Brown (giocatore di football americano 1998)
Anthony Almein Brown Jr. (Aberdeen, 27 luglio 1998) è un giocatore di football americano statunitense che milita nel ruolo di quarterback per gli Buffalo Bills della National Football League (NFL). Al college ha giocato per Boston e Oregon.

## Carriera

### Baltimore Ravens
Dopo non essere stato scelto nel Draft NFL 2022, Brown firmò con i Baltimore Ravens il 6 maggio 2022. Fu svincolato il 30 agosto 2022 e rifirmò per la squadra di allenamento il giorno successivo. Fu promosso nel roster attivo l'11 dicembre. Quello stesso giornò debuttò subentrando all'infortunato Tyler Huntley, completando 3 passaggi su 5 per 16 yard nella vittoria per 16–14. Nell'ultimo turno, con i Ravens già qualificati per i playoff e Lamar Jackson infortunato, i Ravens decisero di fare riposare Huntley, facendo partire Brown per la prima volta come titolare contro i Cincinnati Bengals. Nella partita lanciò 286 yard ma perse anche tre palloni e Baltimore fu sconfitta 16–27.
All'inizio della stagione successiva Brown non rientrò nel roster attivo iniziale dei Ravens e il 29 agosto 2023 fu svincolato per poi essere aggregato alla squadra di allenamento due giorni dopo. Fu quindi svincolato definitivamente il 4 settembre 2023.

### Las Vegas Raiders
L'8 gennaio 2024 Brown firmò da riserva/contratto futuro con i Las Vegas Raiders. Il 16 agosto 2024 fu svincolato.

### Buffalo Bills
Il 19 agosto 2024 Brown firmò con i Buffalo Bills. Fu svincolato sei giorni dopo.

### Arizona Cardinals
Il 23 ottobre 2024 Brown firmò per la squadra di allenamento degli Arizona Cardinals, dove rimase fino al termine della stagione.

### Buffalo Bills (2° periodo)
Concluso il suo contratto con i Cardinals al termine della stagione regolare 2024, il 15 gennaio 2025 firmò per la squadra di allenamento dei Buffalo Bills. Con i Bills in procinto di affrontare i Baltimore Ravens nel turno dei Divisional play-off, vari analisti commentarono che Browns gli sarebbe stato utile per preparare la gara avendo caratteristiche simili al quarterback avversario Lamar Jackson.